# Нозаделла

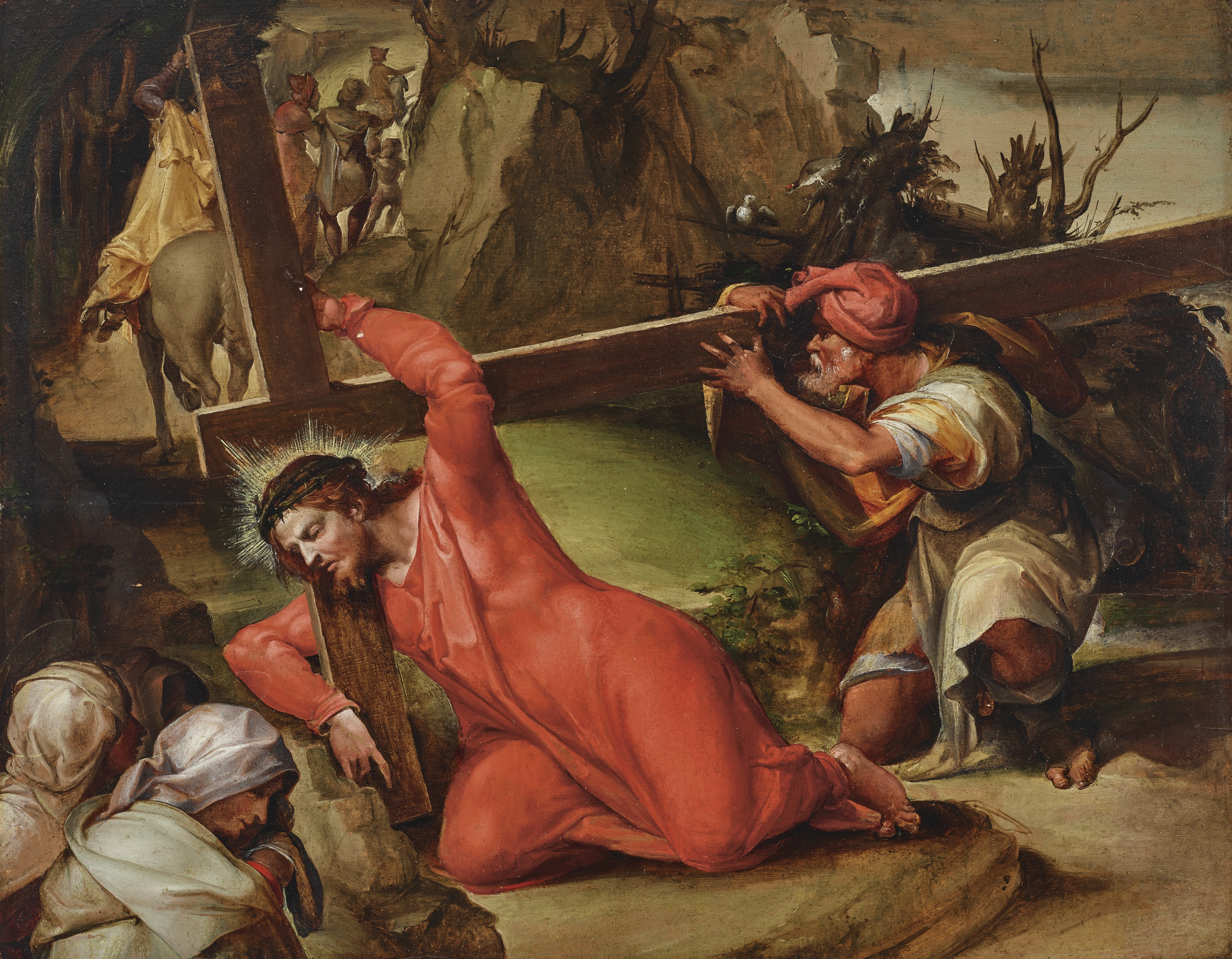
«Иисус несущий крест»

Нозаделла (итал. Nosadella , настоящее имя Джованни Франческо Бецци (итал. Giovanni Francesco Bezzi ; около 1530, Болонья—1571 , Болонья) — итальянский художник болонской школы живописи, маньерист.

## Биография
Мало что известно о жизни художника. Упоминается как ученик Пеллегрино Тибальди. Ранние работы художника написаны в подражании учителю, хотя они несколько грубоваты. Сохранились слухи, что Нозаделла посетил Рим и знал произведения римских представителей маньеризма . На 1571 год являлся членом гильдии живописцев Болоньи.

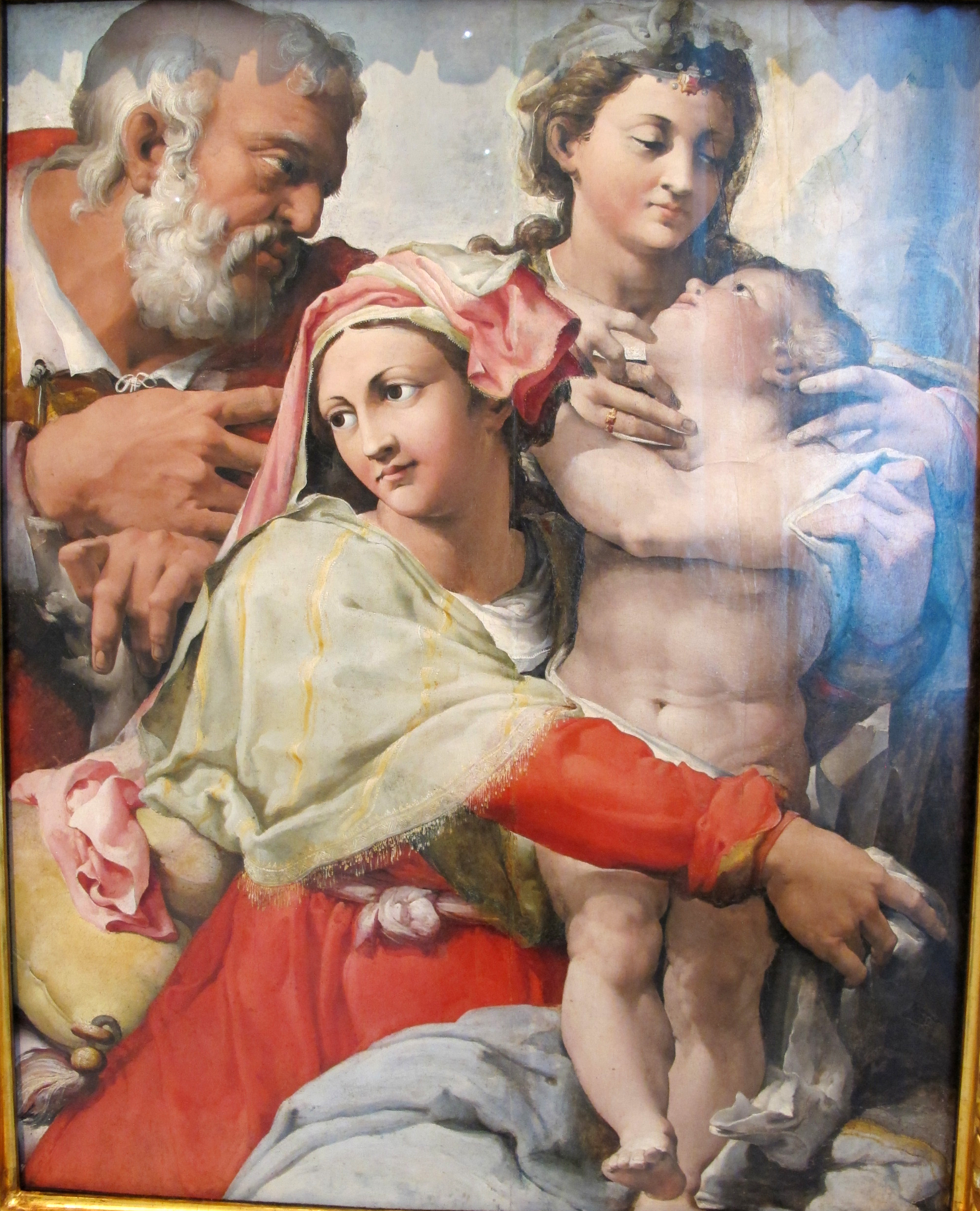
Святое Семейство со святой Екатериной

Среди немногих надежно документированных работ художника являются Мадонна с младенцем и святыми , написанная для Оратория Санта — Мария делла Вита, Болонья; и Обрезание, написанная в 1571 для церкви Санта-Мария-Маджоре, Болонье (законченного Просперо Фонтана).